# Biscarròssa
Biscarròssa (en francès Biscarrosse) és un municipi francès situat al departament de les Landes i a la regió de la Nova Aquitània.

## Demografia
| 1962                                       | 1968  | 1975  | 1982  | 1990  | 1999  | 2007   |
| ------------------------------------------ | ----- | ----- | ----- | ----- | ----- | ------ |
| 3.048                                      | 7.159 | 8.058 | 8.065 | 9.054 | 9.290 | 12.209 |
| Des de 1962: població sense dobles comptes |       |       |       |       |       |        |

## Administració
| Període   | Identitat    | Partit |
| --------- | ------------ | ------ |
| 1977-1989 | Roger Ducom  | RPR    |
| 1989-2001 | Pierre Junca | UDF    |
| 2001-     | Alain Dudom  | UMP    |

## Agermanaments
- Pombal
- Forchheim